# NGC 1184
NGC 1184 é uma galáxia espiral (S0-a) localizada na direcção da constelação de Cepheus. Possui uma declinação de +80° 47' 35" e uma ascensão recta de 3 horas, 16 minutos e 45,3 segundos.
A galáxia NGC 1184 foi descoberta em 16 de Setembro de 1787 por William Herschel.